# 蘇夫訥湖
46°34′2″N 9°22′16″E / 46.56722°N 9.37111°E

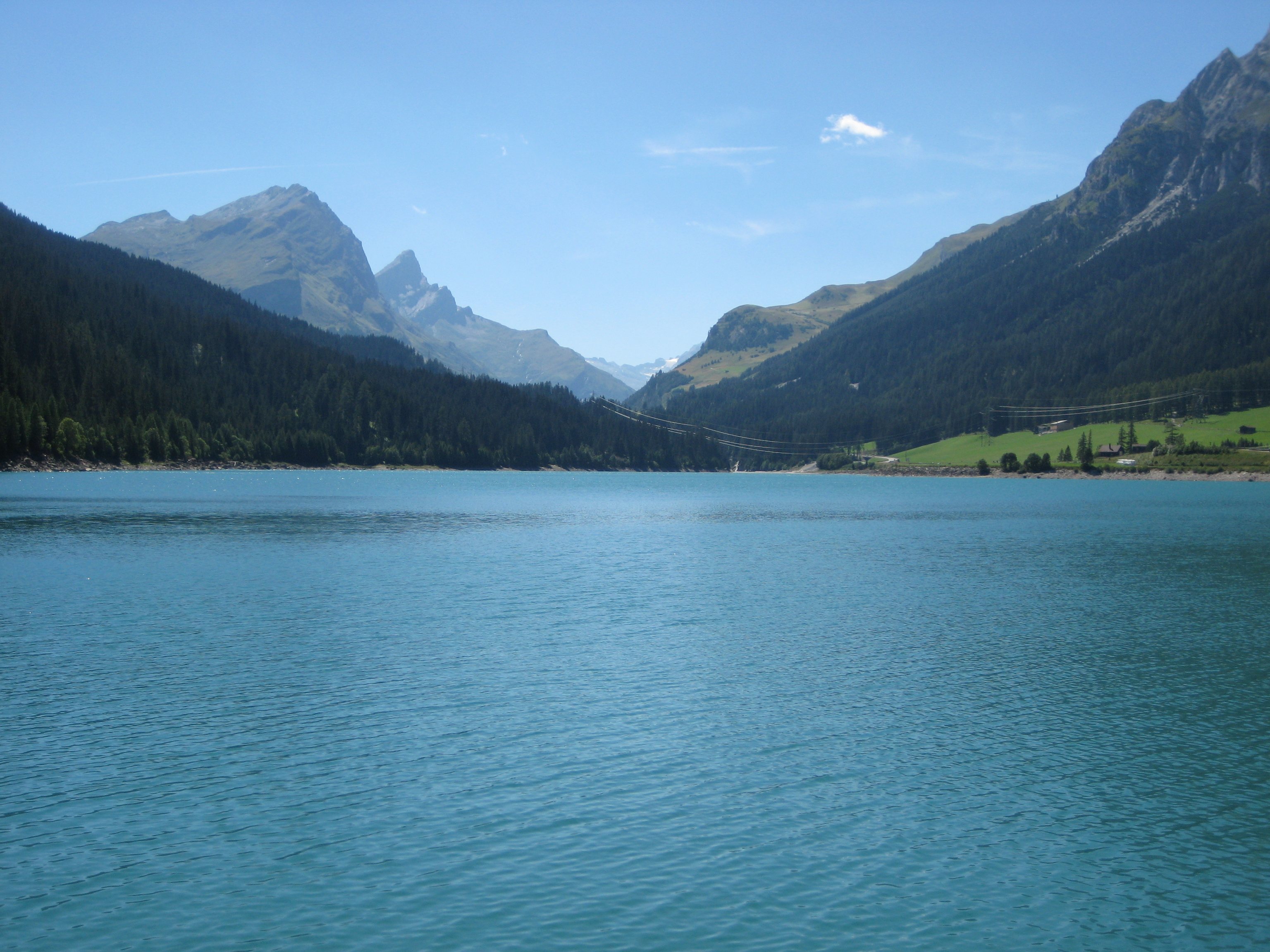

蘇夫訥湖（Sufnersee），是瑞士的水庫，位於該國東南部，由格勞賓登州負責管轄，處於後萊茵河，長2.2公里，面積0.9平方公里，海拔高度1,401米，最大水深51米，水體容量1,750萬立方米。